# Stefano Bellè
Stefano Bellè (Marino, 24 luglio 1976) è un allenatore di calcio ed ex calciatore italiano, di ruolo centrocampista, tecnico del Tollo.

## Carriera
Muove i primi passi nella squadra dei Canarini Rocca di Papa, dove il padre è anche allenatore dei piccolissimi pulcini.
in seguito approda alla Pro Calcio Italia per poi passare nelle giovanili della Lazio dove insieme a Alessandro Nesta e Marco Di Vaio guidati dal mister Mimmo Caso vince lo scudetto della categoria primavera.

### Giocatore
Ha giocato nelle Lega Pro indossando per tanti anni la maglia dell'Aquila ed in Serie B con le maglie di Ancona, Pescara e Frosinone. Nel 2007 passa alla Lucchese dove colleziona solo 6 presenze. L'anno successivo si è trasferito al Cisco Roma, dove vince un campionato di Lega Pro. Dal 2010 milita nell'Eccellenza abruzzese prima con lo Sporting Tullum e poi con lo Sporting Ortona. Nel 2013 si ritira dal calcio.

### Allenatore
Inizia la carriera da allenatore nella stagione 2010-2011 con lo sporting scalo eccellenza abruzzese salvando la squadra ai play out contro il Cupello.Nella stagione 2011-2012 allena lo sporting Tullum sempre eccellenza arrivando sesto a un passo dai play off Nella stagione 2012-2013 è il tecnico dello Sporting Ortona, ricoprendo ancora il ruolo di giocatore-allenatore; il campionato termina con la retrocessione A tavolino malgrado la salvezza raggiunta sul campo contro Alba adriatica  (Bellè conclude con 6 reti complessive, di cui due negli spareggi salvezza).
Nell'estate 2013 diventa allenatore del Francavilla Calcio 1927, ma viene esonerato al termine del girone d'andata per divergenze con la società 
al seguito della sconfitta interna contro la Virtus Cupello.
Il 22 novembre 2019 ritorna ad allenare e riparte dall'ASD Piazzano Calcio 2013, che milita nel campionato regionale di prima categoria abruzzese.
Terminata l'esperienza con il team della Val di Sangro nell'estate 2021,  il 21 ottobre successivo diventa nuovo allenatore del Lanciano Calcio 1920 in Eccellenza. L'8 gennaio 2022 viene sollevato dall'incarico con la tifoseria frentana inferocita contro il suo esonero. Bellè aveva raccolto 24 punti in 12 partite, portando la squadra dal dodicesimo posto fino al terzo. Il 31 marzo seguente viene richiamato sulla panchina dei rossoneri. Al termine della stagione non viene confermato. 
Il 27 luglio 2022 viene nominato nuovo allenatore del Val di Sangro, squadra che prenderà parte al torneo abruzzese di Promozione. L'11 novembre successivo si dimette dai sangrini.
Il 15 gennaio 2023, ad appena 7 mesi di distanza, viene richiamato sulla panchina del Lanciano in Eccellenza Abruzzo. Il 9 febbraio seguente, dopo le sconfitte contro Delfino Curi Pescara e Ortona, dove la sua squadra ha incassato complessivamente 12 reti, rassegna le dimissioni.
Il 22 luglio 2023 viene ufficialmente annunciato come nuovo allenatore del Castelnuovo Vomano, squadra abruzzese iscritta al torneo di Eccellenza. A fine gennaio 2024, con la squadra in piena zona playoff, viene sollevato dall'incarico.
Il 23 agosto 2024 diviene nuovo allenatore dello Spoltore sempre in Eccellenza. Il 29 novembre 2024 con la squadra ultima in classifica dopo tredici giornate, viene esonerato.
L'11 gennaio 2025 viene annunciato come nuovo allenatore del Tollo, formazione abruzzese di Prima Categoria.

## Palmarès

### Competizioni giovanili
- Campionato Primavera: 1

Lazio: 1994-1995